# Julio Gallardo Quijano
Julio Armando Gallardo Quijano (El Paso, 26 giugno 1958 – 9 febbraio 2011) è stato un cestista messicano con cittadinanza statunitense.

## Carriera
Con il Messico ha disputato tre edizioni dei Campionati americani (1984, 1988, 1989) e due dei Giochi panamericani (1983, 1987), vincendo la medaglia di bronzo nel 1983.